# Ян Одживольський
Ян Одживольский гербу Наленч (пол. Jan Odrzywolski; близько 1590 — 3 червня 1652) — польський шляхтич, військовик, урядник Речі Посполитої. Представник роду Одживольських.

## Життєпис
Походив з родини, (предки з Радомського воєводства Польщі), в 1613 році представники якої проживали у Брацлавському воєводстві. Військову службу розпочав під час польсько-московської війни в гусарській корогві Шимона Копичинського під час походу Лжедмітрія II. Можна припустити, що служив у ній до 1614. 1610 року корогва на службі королю перейшла до групи Станіслава Жолкевського, брала участь у битві під Клушино, належала до групи, розташованої у 1610—1611 роках в Москві. 1612 року відбулось сконфедерування тих частин, маршалком (командиром) став ротмістр Юзеф Цеклінський.
Потім перейшов на службу до кварцяного війська. 1618 року був кварцяним ротмістром козацької корогви. Шанувався як загінник; зокрема, керівник кварцяного війська Олександр Балабан відправив Я. Одживольського на татарські терени: він із загоном дійшов, громлячи ординців, до Чорного моря між Білгородом та Очаковом. Відтоді часто командував передовими сторожами, загонами-переслідувачами ординців, часто разом із Стефаном Хмелецьким. У листопаді 1619 був стражником коронним, командував групою, яка стерегла «Кучманський шлях» в околицях Шаргороду. Під час Цецорської виправи командував (ротмістр) козацькою корогвою з 150-ти коней в полку польного гетьмана Станіслава Конецпольського. 17 вересня С. Жолкевський відправив Я. Одживольського взяти «язика», але цьому перешкодили ординці. У Цецорській битві брав участь на правому крилі. 20 вересня на чолі 500 гусарів (разом зі Стефаном Хмелецьким) самовільно покинули табір, форсували Прут через слабкий захист ворогів, добрались додому. Правдоподібно, через це був позбавлений посади стражника.
1621 року у Вінниці староста Я. Одживольський дав місце в Мурах, поруч з єзуїтами, і великі маєтності домініканцям, які побудували монастир.
Не брав участи в битві під Хотином 1621 року. У червні 1624 року під час виправи татар на чолі загону з 200 вершників збирав відомості про ворогів. 20 червня 1624 брав участь у битві під Мартиновом. Після цього разом з С. Хмелецьким очолили групу переслідування під командуванням С. Конецпольського. 12 жовтня 1625 року на чолі 10 корогв вершників переслідував українських козаків, які відступали з Канева, висунувся на кілька кілометрів попереду основних сил, 13 жовтня на переправі біля Мошен розбив козаків. Переслідував козаків до Черкас. Під час шведської війни 1627 року Миколай Потоцький відправив Я. Одживольського на чолі 1500 вершників під Мальборк. У вересні 1628 року С. Конецпольський вислав його хоругву для зміцнення залоги в Бродніці.
1628 року став жидачівським старостою. 1630 року сталась суперечка між ним та жидачівськими міщанами через намагання старости примусити їх виконувати повинності хлопські. Я. Одживольський почав конфісковувати у міщан коней, худобу, не зважав на королівські ґлейти для міщан. 1634 року міщани Жидачева скаржились до суду на побори та насилля зі сторони старости та його слуг.
Весною 1632 року став командиром однієї з 3-х дивізій кварцяного війська, розташованої вздовж кордону до Кам'янця-Подільського з штаб-квартирою у Завалові. У першій половині татари напали, спустошили Покуття, бо Я. Одживольський не зібрав вчасно війська. Брав участь у битві під Кам'янцем із Абаза-пашою 22 жовтня 1633 року, був розбитий його загін через неочікуваний маневр татар. 1637—1638 років крім козацької мав гусарську корогву, яку можна бачити в полку польного гетьмана М. Потоцького.
1638 року став вінницьким старостою (2 травня 1638 року помер попередник Адам Каліновський). 1639 року відступив жидачівське староство Геронімові Оссолінському. У 1639, 1642 р. був послом на Сейм від Брацлавського воєводства. Брав участь в битві під Охматовом 30 січня 1644 року (привів 200 надвірних вояків). Після 4 лютого 1646 року став чернігівським каштеляном. 1647—1648 мав гусарську корогву з 60 вершників. У травні 1648 був відправлений з табору під Чигирином на чолі 150 вершників до Жовтих Вод, але дійти йому перешкодили татари. За К. Несецьким, брав участь у битві під Корсунем, командував лівим крилом. Був у татарському полоні, перед 5 червня за порукою М. Потоцького був звільнений, мав заплатити за себе 2000 дукатів викупу. 7 вересня 1649 року король Ян II надав Вінницьке староство Александру Конецпольському, пізніше помилковий указ відкликали (ймовірно, Я. Одживольського вважали мертвим). Після нього вінницьким старостою став Анджей Потоцький. Корогва Я. Одживольського входила до полку «Ревери» у травні-червні 1651 р. 30 червня 1651 р. під Берестечком командував власним полком на лівому крилі. 21 вересня 1651 року брав участь у битві під Білою Церквою.
Потрапив до полону після битви під Батогом, був страчений за наказом гетьмана Богдана Хмельницького.

### Сім'я
Перша дружина — дочка Мартина Чурила Анна (1-й шлюб із Станіславом Кашовським (Кашевським). 1643 року продала Язловець та приналежні села С. Конецпольському. Не жила 1647 року, призначила 50 000 польських злотих для будівництва костелу Єзуїтів у Вінниці), дітей не мали. Гетьман С. Конецпольський у листі від 24 жовтня 1643 року називав Я. Одживольського шваґром.
Друга дружина — Маріанна Гембицька (дочка ленчицького воєводи Стефана, вдова воєводи каліського Францішека Ґостомського). Правдоподібно, шлюб бездітний.

### Маєтності, фундації
Мав дідичні маєтності в Заслонці Келецького воєводства, 1639 року надав домініканам у Вінниці землю під фільварок, перед 1647 роком позичив Лещинській 10 000 злотих під заставу клейнодів.